# Hedychium borneense
Hedychium borneense är en enhjärtbladig växtart som beskrevs av Rosemary Margaret Smith. Hedychium borneense ingår i släktet Hedychium och familjen Zingiberaceae. Inga underarter finns listade i Catalogue of Life.